# (3205) Boksenberg
(3205) Boksenberg (1979 MO6) – planetoida z grupy pasa głównego asteroid okrążająca Słońce w ciągu 4,4 lat w średniej odległości 2,68 au. Odkryta 25 czerwca 1979 roku.